# جيمي إلدريدج
جيمي إلدريدج هو سياسي أمريكي، ولد في 1 أبريل 1948 في جاكسون في الولايات المتحدة. نشط حزبياً في الحزب الجمهوري. وقد انتخب عضو مجلس نواب تينيسي ‏.